# Véber Antal
Véber Antal (Puhó, 1855. február 18. – Kisszeben, 1902. december 18.) piarista házfőnök, és gimnáziumi igazgató.

## Élete
A nyitrai gimnáziumban tanult és mint a VII. osztály növendéke 1872. szeptember 8-án lépett a rendbe és 1873-ben a privigyei elemi iskolánál próbatanítással bízták meg. Itt egy évet eltöltvén, Kecskeméten folytatta a VIII. osztályban tanulmányait. 1875-ben ismét Privigyére küldték elemi iskolai tanítónak. Teológiai tanulmányait magánúton végezte, s 1878. április 28-án áldozópappá szentelték. 1880-81-től egy évet töltött a kecskeméti, kettőt a debreceni gimnáziumnál. 1883 májusában a bölcseletből és földrajzból Budapesten tanári vizsgálatot tett. 1883-ban Temesvárra helyezte át a rendkormány; ahol a Délmagyarországi Természettudományi Társulat titkárának, majd könyvtárnokának és alelnökének választotta. Az 1895-96. évre Nyitrára helyezték át; azonban az év elteltével ismét visszakerült Temesvárra házfőnöknek és igazgatónak; 1900-ben a kisszebeni gimnázium gondozását bízták rá. 

## Művei
- A délvidéki Kárpátegyesület Kalauza. Temesvár. 1894 (Ism. Vasárnapi Ujság 26. sz.)
- Cikkei a debreceni római katolikus főgimnázium Értesítőjében (1882. Néhány szó Veterna Hora-Kis-Tátra természeti viszonyairól, 1883. Gondolatok a nevelés köréből és A földrengésekről); a temesvári főgymnasium Értesítőjében (1884. Resicza vidéke és vasipara); sokat írt a temesvári Természettudományi Füzetekbe (XIII-XX.)

Szerkesztette a Természettudományi Füzeteket 1889-95-ben Tauffer Jenővel Temesvárt.